# ありとあらゆる種類の食材を含んだ料理
ありとあらゆる種類の食材を含んだ料理（ありとあらゆるしゅるいのしょくざいをふくんだりょうり、古代ギリシャ語: λοπαδοτεμαχοσελαχογαλεοκρανιολειψανοδριμυποτριμματοσιλφιοκαραβομελιτοκατακεχυμενοκιχλεπικοσσυφοφαττοπεριστεραλεκτρυονοπτοκεφαλλιοκιγκλοπελειολαγῳοσιραιοβαφητραγανοπτερύγων, ラテン文字転写: lopadotemakhoselakhogaleokrānioleipsanodrīmupotrimmatosilphiokārabomelitokatakekhumenokikhlepikossuphophattoperisteralektruonoptokephalliokinklopeleiolagōiosiraiobaphētraganopterúgōn, IPA: [lo.pa.do.te.ma.kʰo.se.la.kʰo.ɡa.le.o.kraː.ni.o.leːp.sa.no.driː.my.po.trim.ma.to.sil.pʰi.o.kaː.ra.bo.me.li.to.ka.ta.ke.kʰy.me.no.ki.kʰle.pi.kos.sy.pʰo.pʰat.to.pe.ris.te.ra.lek.try.o.nop.to.ke.pʰal.li.o.kiŋ.klo.pe.leː.o.la.ɡɔːi̯.o.si.rai̯.o.ba.pʰɛː.tra.ɡa.nop.te.rý.ɡɔːn]）は、アリストパネスの戯曲『女の議会』に登場する架空の料理の名前である。ギリシア語で171文字、ラテン文字にして182文字になる。世界最長の単語（非実用的単語）として知られており、この語について語られる際はしばしば Lopado...pterygon と略される。「ありとあらゆる種類の食材を含んだ料理」は一般的な同戯曲における日本語意訳である。

## 概要
『女の議会』作中でこの料理は、17種類の具材を煮込んだフリカッセとして描かれる。煮込まれる具材として描かれるものには、以下のようなものがある。
- 魚の切り身（ボラ）
- サメの切り身
- サメの頭
- シルフィウム（オオウイキョウ属の植物）
- カニやエビ、ザリガニのような甲殻類
- ベラ（またはツグミ）
- 海水魚、またはクロウタドリ（トップに飾り付ける）
- モリバト
- ドバト
- ニワトリ
- カイツブリ
- ムスト
- 酢
- 蜂蜜
- ピクルス
- ウーゾ

## 語源
- λοπάς lopas（料理）
- τέμαχος temachos（魚の切り身）
- σέλαχος selachos（サメ、エイ）
- γαλεός galeos（小型のサメ）
- κρανίον cranion（頭）
- λείψανον leipsanon（残り、あら）
- δριμύς drimys（すっぱい）
- ὑπότριμμα hypotrimma（ピクルス）
- σίλφιον silphion（シルフィウム）
- κάραβος carabos（カニなどの甲殻類）
- μέλι meli（ハチミツ）
- κατακεχυμένος catacechymenos（上からかかった）
- κίχλη cichle（ベラ、ツグミ）
- ἐπί epi（その上に）
- κόσσυφος cossyphos（海水魚、クロウタドリ）
- φάττα phatta（モリバト）
- περιστερός peristephos（ドバト）
- ἀλεκτρυών alectryon（ニワトリ）
- ὀπτός optos（焼かれた）
- κεφάλιον cephalion（小さい頭）
- κίγκλος cigclos（カイツブリ）
- πέλεια peleia（ハト）
- λαγῷος lagoios（ノウサギ、アメフラシ）
- σίραιον siraion（ムスト）
- βαφή baphe（焼き入れ、浸漬）
- τραγανός traganos（バリバリとした、噛みごたえのある）
- πτέρυξ pterycs（羽、ひれ）